# كأس الاتحاد الإنجليزي 1871–72
كأس الاتحاد الإنجليزي 1871–72 (بالإنجليزية: 1871–1872 FA Cup)‏ هو موسم من كأس الاتحاد الإنجليزي. أقيم خلال الفترة 11 نوفمبر 1871 وحتى 16 مارس 1872، وفاز فيه ( نادي واندررز ) Wanderers F.C. ‏.